# Семнони
Семноните (Semnonen) са клон на елбо- германските свеби.
През 6 пр.н.е. година те се присъединяват към маркоманите на вожда Марбод.
През 17 г. те отпадат от съюза и се писъединяват с лангобардите към съюза на херуските.
През 100 г. те населяват територията между Елба и Одер и имат вече крале.
През 3 век те напускат територията си и се заселват в горната част на Рейн и се сливат с алеманите, по-късните шваби.
През 260 г. голяма част от семноните живее вече в югозападна Германия, споменават се в надпис на Аугсбургския олтар като синоним на ютунгите.
Останалите части от семноните в Бранденбург се сливат през 6/7 век със славяните.